# Proteostas
Proteostas är homeostas på proteinnivå, och syftar till regleringen bakom proteinernas koncentration, konformitet, bindningsförmåga, veckning, struktur, proteolys, och placering, vilket skapar proteom genom återanpassning inuti cellen.
Proteostas är mekanismen bakom den celldifferentiering som orsakar barnens tillväxt och pubertet, och äldre personers normala åldrande, samt annan proteinanpassning till miljöfaktorer. Flera sjukdomar, som Parkinsons sjukdom, Alzheimers, ALS och Huntingtons sjukdom, av vilka de flesta uppkommer högre upp i åldrarna, hänger samman med problem med proteostasen.